# Viana (Navarre)
Pour les articles homonymes, voir Viana.
Viana est une ville et une commune de la communauté forale de Navarre (Espagne).
C'est aussi le nom du chef-lieu de cette commune.
Viana est située dans la zone non bascophone de la province, dans la mérindade de Tudela. Le castillan y est la seule langue officielle (le basque n’y a pas de statut officiel).
Le plan de Viana est régulier comme celui d'une bastide française. Les entrées de la ville, les vieilles rues dallées gardent une atmosphère médiévale.
Le Camino francés du pèlerinage de Saint-Jacques-de-Compostelle passe par cette localité.

## Géographie
Viana se trouve dans la dépression d'Estella, à l'altitude moyenne de 469 m, à l'extrémité sud-est de la province de Navarre, frontalière avec La Rioja.
Au nord le terrain est accidenté, alors qu'au sud il est plus régulier dans la vallée d'Aguilar. Le reste du territoire, vers l’Èbre, est formé par un terrain de plaine, marneux.

## Démographie
| Évolution démographique entre 1900 et 1990 | Évolution démographique entre 1900 et 1990 | Évolution démographique entre 1900 et 1990 | Évolution démographique entre 1900 et 1990 | Évolution démographique entre 1900 et 1990 | Évolution démographique entre 1900 et 1990 | Évolution démographique entre 1900 et 1990 | Évolution démographique entre 1900 et 1990 | Évolution démographique entre 1900 et 1990 | Évolution démographique entre 1900 et 1990 |
| 1900                                       | 1910                                       | 1920                                       | 1930                                       | 1940                                       | 1950                                       | 1960                                       | 1970                                       | 1980                                       | 1990                                       |
| ------------------------------------------ | ------------------------------------------ | ------------------------------------------ | ------------------------------------------ | ------------------------------------------ | ------------------------------------------ | ------------------------------------------ | ------------------------------------------ | ------------------------------------------ | ------------------------------------------ |
| 2 876                                      | 2 936                                      | 2 789                                      | 2 788                                      | 2 692                                      | 2 785                                      | 2 513                                      | 3 101                                      | 3 389                                      | 3 276                                      |
| Sources : wikipedia espagnole Viana        |                                            |                                            |                                            |                                            |                                            |                                            |                                            |                                            |                                            |

| Évolution démographique                                | Évolution démographique | Évolution démographique | Évolution démographique | Évolution démographique | Évolution démographique | Évolution démographique | Évolution démographique | Évolution démographique | Évolution démographique | Évolution démographique | Évolution démographique |
| 1996                                                   | 1998                    | 1999                    | 2000                    | 2001                    | 2002                    | 2003                    | 2004                    | 2005                    | 2006                    | 2007                    | 2008                    |
| ------------------------------------------------------ | ----------------------- | ----------------------- | ----------------------- | ----------------------- | ----------------------- | ----------------------- | ----------------------- | ----------------------- | ----------------------- | ----------------------- | ----------------------- |
| 3 389                                                  | 3 389                   | 3 488                   | 3 493                   | 3 614                   | 3 563                   | 3 589                   | 3 580                   | 3 596                   | 3 661                   | 3 711                   | 3 759                   |
| Sources : Viana et instituto de estadística de navarra |                         |                         |                         |                         |                         |                         |                         |                         |                         |                         |                         |

## Histoire
Romaine, wisigothique, puis, pendant plusieurs siècles musulmane, Viana est devenue en 1054 l'ultime localité en Navarre le long du chemin de Pèlerinage vers Saint-Jacques-de-Compostelle.
La ville est fortifiée en 1219 par Sanche VII le Fort pour protéger les frontières de la Navarre. Cette année-là, à la bataille d'Atapuerca, le castillan Ferdinand Ier triomphe de son frère navarrais Garcia de Nájera et lui enlève les territoires plus à l'ouest ; leur père, Sancho III el Mayor est un roi unificateur des Espagnes, mais ses fils et ses filles se disputèrent ses terres.
En 1423, Charles III fit de la principauté de Viana l'apanage des fils aînés des rois de Navarre, titre que reprennent les dauphins de France après Henri IV, roi de France et de Navarre.
César Borgia, fils du pape Alexandre VI, généralissime des armées navarraises fut tué en 1507 dans une embuscade lors d'un assaut castillan : une dalle dans le pavement devant la porte principale de l'église le rappelle.
Les affrontements de la Castille et de la Navarre ayant pris fin, la ville, en 1512, rachète ses murailles au roi.

## Culture et patrimoine

### Patrimoine civil
L’hôtel de ville de 1688, avec ses deux tours, est un exemple d'architecture civile. Les hôtels de style Renaissance ou Baroque abondent.
L'ancien hospice des pèlerins est un grand bâtiment devenu centre culturel, dans la rue Navarro Villoslada. Celle-ci n'est autre que l'ancien chemin de Compostelle des XIIIe et XIVe siècles.

### Patrimoine religieux
L'église Santa Maria

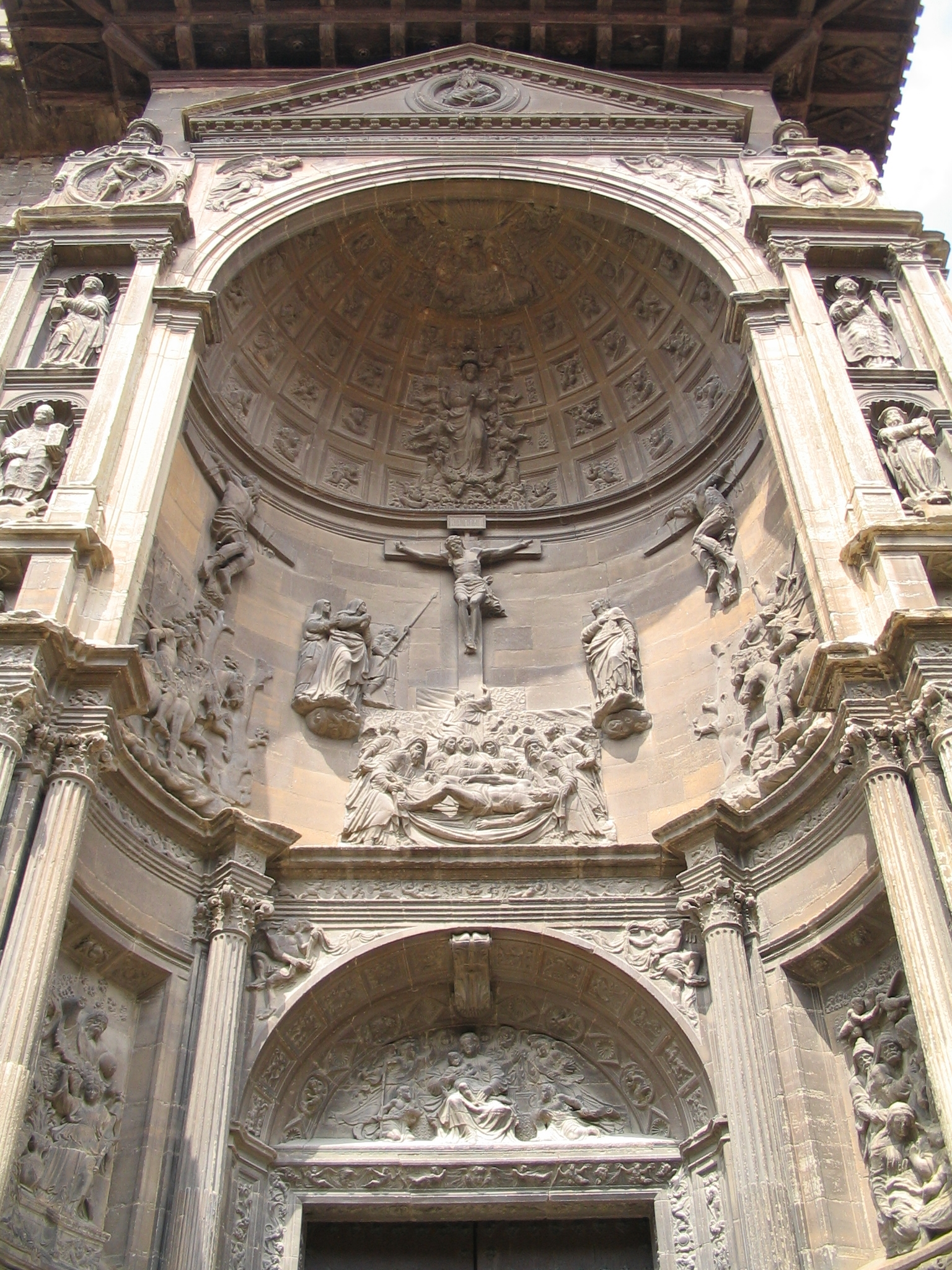
Porche de l'église Santa Maria.

Imposante église des XVIe et XVIe siècles, grande comme une cathédrale avec sa haute façade richement ornée, son triforium de 90 mètres, ses multiples chapelles, dont une avec un retable de saint Jacques, début du XVIIe siècle, ses orgues du XVIIIe siècle, et son trésor. Une porte baroque a été ajoutée en 1740, ainsi qu’un balcon ouvert sur la plaine de las Cañas.
L'église San Pedro
Il n'en subsiste que des ruines ; les murs et le chevet sont du XIIIe siècle.

### Pèlerinage de Compostelle contemporain
Par le Camino francés du Pèlerinage de Saint-Jacques-de-Compostelle, le passage par cette ville vient de Torres del Rio.
La prochaine étape est Logroño, première ville traversée dans la province de La Rioja. Elle en est également la capitale.
La ville de Viana comptait jusqu'à quatre hôpitaux pour les pèlerins au XVe siècle.

### Film tourné à Viana
- 2005 : Saint-Jacques... La Mecque de Coline Serreau

### Jeux vidéo se déroulant à Viana
- Une courte partie du jeu Assassin's Creed: Brotherhood se déroule à Viana.

## Jumelage
- La Brède (France)[2]

### Sources et bibliographie
- (es) Cet article est partiellement ou en totalité issu de l’article de Wikipédia en espagnol intitulé « Viana » (voir la liste des auteurs).
- Grégoire, J.-Y. & Laborde-Balen, L., Le Chemin de Saint-Jacques en Espagne - De Saint-Jean-Pied-de-Port à Compostelle - Guide pratique du pèlerin, Rando Éditions, mars 2006,  (ISBN 2-84182-224-9)
- Camino de Santiago St-Jean-Pied-de-Port - Santiago de Compostela, Michelin et Cie, Manufacture française des pneumatiques Michelin, Paris, 2009,  (ISBN 978-2-06-714805-5)
- Le Chemin de Saint-Jacques Carte Routière, Junta de Castilla y León, Editorial Everest